# Bandeiras de corrida

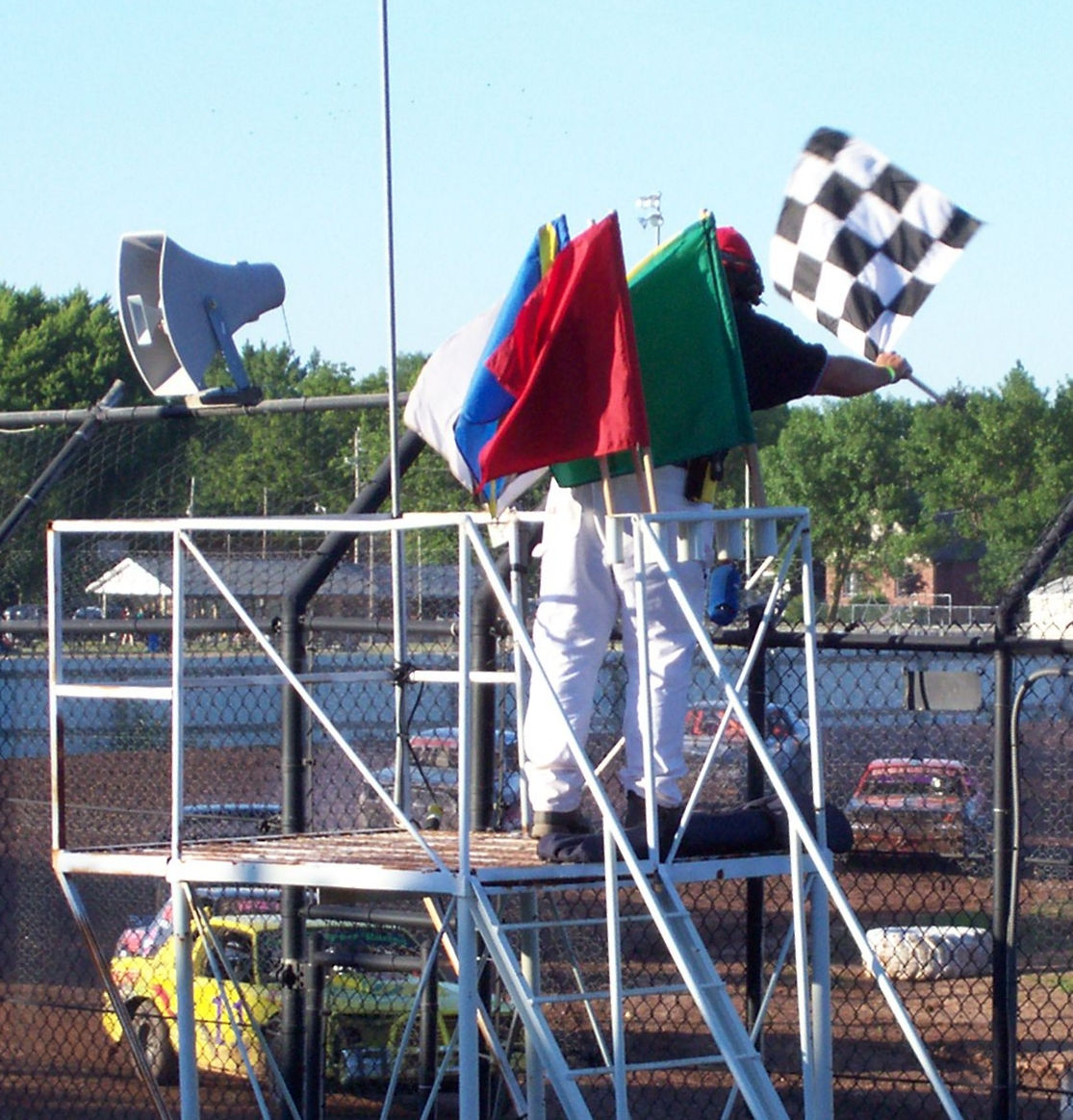
O bandeirinha exibindo a bandeira quadriculada com um conjunto completo de bandeiras de corrida de stockcar

As bandeiras de corrida  são tradicionalmente usadas em corridas de automóveis e desportos motorizados semelhantes para indicar as condições da pista e comunicar mensagens importantes aos pilotos. Normalmente, o responsável pela partida, agita as bandeiras no topo de um suporte próximo à linha de meta. Os comissários de pista também ficam posicionados em postos de observação ao longo da pista de corrida para comunicar as condições locais e de todo o percurso aos pilotos. Como alternativa, algumas pistas de corrida utilizam luzes para complementar a bandeira principal na linha de meta.

## Resumo
Embora não haja um sistema universal de bandeiras de corrida em todos o desporto automóvel, a maioria das séries as padronizou, com algumas bandeiras sendo transferidas entre as séries. Por exemplo, a bandeira de xadrez é globalmente usada em todo o automobilismo para significar o fim de uma sessão (treino, qualificação ou corrida), enquanto as bandeiras de penalização diferem de série para série. As bandeiras de campeonatos sancionadas pela FIA são as mais comumente usadas internacionalmente, pois abrangem campeonatos como a Fórmula 1, o Campeonato Mundial de Endurance da FIA e o WTCC, e são adotadas (e às vezes adaptadas) por muitos outros órgãos reguladores do automobilismo em todo o mundo, como, por exemplo, a MSA .
| Bandeira                                                                 | Nomes                                                | Resumo                                                                                    | Resumo                                                                                    | Resumo                                                                                    | Resumo                                                                                    |                                                                                            |
| Bandeira                                                                 | Nomes                                                | Corridas da FIA                                                                           | Corridas da FIM                                                                           | IndyCar                                                                                   | NASCAR                                                                                    | Supercars                                                                                  |
| ------------------------------------------------------------------------ | ---------------------------------------------------- | ----------------------------------------------------------------------------------------- | ----------------------------------------------------------------------------------------- | ----------------------------------------------------------------------------------------- | ----------------------------------------------------------------------------------------- | ------------------------------------------------------------------------------------------ |
|                                                                          | Verde                                                | Início da corrida/fim de período de bandeiras amarelas ou de caution/Abertura do Pit lane | Início da corrida/fim de período de bandeiras amarelas ou de caution/Abertura do Pit lane | Início da corrida/fim de período de bandeiras amarelas ou de caution/Abertura do Pit lane | Início da corrida/fim de período de bandeiras amarelas ou de caution/Abertura do Pit lane | Fim de período de caution/Fim de seção de bandeiras amarelas/Pronto para começar a corrida |
|                                                                          | Verde                                                |                                                                                           | Corrida começando ou recomeçando debaixo de caution                                       |                                                                                           |                                                                                           |                                                                                            |
|                                                                          | Amarela Caution                                      |                                                                                           |                                                                                           |                                                                                           |                                                                                           |                                                                                            |
| Perigo na pista ou junto da mesma Obstáculo na pista Safety car em pista | Perigo na pista ou junto da mesma Obstáculo na pista | Caution/Secção em precaução Precaução em todo o circuito (full-course yellow)             | Caution/Secção em precaução Precaução em todo o circuito (full-course yellow)             | Perigo na pista ou junto da mesma Safety car em pista                                     |                                                                                           |                                                                                            |
|                                                                          | Código 60                                            | Proibidas ultrapassagens, abrandar para 60 km/h                                           |                                                                                           |                                                                                           |                                                                                           |                                                                                            |
|                                                                          | Superfície                                           | Destroços ou fluidos na pista (circuitos convencionais apenas)                            | Destroços ou fluidos na pista (circuitos convencionais apenas)                            | Destroços ou fluidos na pista (circuitos convencionais apenas)                            | Destroços ou fluidos na pista (circuitos convencionais apenas)                            | Destroços ou fluidos na pista (circuitos convencionais apenas)                             |
|                                                                          | Azul                                                 | Veículos mais rápidos se aproximando; tem de ceder posição                                | Veículos mais rápidos se aproximando; tem de ceder posição                                | Veículos mais rápidos se aproximando                                                      | Veículos mais rápidos se aproximando Perigo difícil de ver, mais à frente                 | Veículos mais rápidos se aproximando; tem de ceder posição                                 |
|                                                                          | Branca                                               | Viatura lenta à frente                                                                    | Declarada corrida à chuva Pilotos podem mudar de moto                                     | Última volta                                                                              | Última volta                                                                              | Viatura lenta à frente                                                                     |
|                                                                          | Vermelha                                             | Sessão suspensa                                                                           | Sessão suspensa                                                                           | Sessão suspensa                                                                           | Sessão suspensa                                                                           | Sessão suspensa                                                                            |
|                                                                          | Vermelha                                             |                                                                                           | Fim do treino ou qualificação                                                             |                                                                                           |                                                                                           |                                                                                            |
|                                                                          | Preta                                                |                                                                                           |                                                                                           |                                                                                           |                                                                                           |                                                                                            |
| Desqualificação Problema mecânico Unsportsmanlike conduct                | Return to the pits Mechanical problem                | Regressar às boxes Desqualificação                                                        | Regressar às boxes Desqualificação                                                        | Drive through penalty Problema mecâncico Conduta anti-desportiva                          |                                                                                           |                                                                                            |
|                                                                          | Xadrez                                               | Final da sessão                                                                           | Final da sessão                                                                           | Final da sessão                                                                           | Final da sessão Final do segmento                                                         | Final da sessão                                                                            |
|                                                                          | Bandeira nacional                                    | Início da corrida (se luzes não disponíveis ou por tradição)                              |                                                                                           |                                                                                           |                                                                                           | Início da corrida (se luzes não disponíveis)                                               |

## Bandeiras de condição
As bandeiras de condição são usadas para informar todos os pilotos sobre a condição geral do percurso durante uma corrida. Além disso, as bandeiras verde, amarela e vermelha descritas abaixo podem ser aumentadas ou substituídas por luzes em vários pontos do circuito.

### Bandeira verde

A bandeira verde sinaliza uma pista livre para a corrida e o início da corrida

A bandeira verde sólida geralmente é exibida para indicar o início de uma corrida. Durante uma corrida, ela é exibida no final de um período de bandeiras amarelas ou de um atraso temporário para indicar que a corrida está sendo retomada. O aceno de uma bandeira verde é quase universalmente complementado pela iluminação de luzes verdes (semelhantes a semáforos ) em vários intervalos ao redor do percurso, especialmente em pistas ovais.
Se a corrida não estiver sob bandeira amarela ou atrasada, diz-se que está "sob condições de bandeira verde". No entanto, a bandeira em si normalmente não é agitada continuamente pelo responsável da partida. Nenhuma bandeira exibida na posição de largada indica condições seguras de bandeira verde. No entanto, as luzes verdes permanecem acesas o tempo todo.
- Quando exibida num posto de comissários, uma bandeira verde pode indicar o fim de uma zona local de bandeira amarela. [2]
- Uma bandeira verde separada exibida na entrada da área das boxes indica que as boxes estão abertas. [2]
- Na NASCAR, uma bandeira verde e amarela acenada ao mesmo tempo indica que a corrida está sendo iniciada ou reiniciada sob caution e as voltas estão sendo contadas. Isso às vezes é chamado de "amarelo contínuo" e geralmente ocorre quando uma pista está secando após um atraso devido à chuva. Os comissários utilizarão os carros na pista para facilitar a secagem final do percurso, mas para não desperdiçar combustível (afetando a estratégia de combustível, etc.) e atrasar ainda mais a corrida, as voltas são contadas para a distância anunciada da corrida. [6]
- Em 1980, o bandeirinha da USAC, Duane Sweeney, iniciou uma tradição na Indianápolis 500 de agitar bandeiras verdes gémeas para dar mais efeito visual no início da corrida. As bandeiras verdes acenadas nos recomeços eram únicas. [9]
- Desde a década de 1990, algumas corridas ocasionalmente convidam celebridades para acenar a bandeira verde no início da corrida.
- Antes do uso de luzes de largada na Fórmula 1 e na maioria dos outros eventos sancionados ou associados pela FIA, a bandeira nacional do país em que a corrida está ocorrendo, em vez de uma bandeira verde, é usada para sinalizar sua partida. Essa prática é mantida ocasionalmente em caso de falha de equipamento, ou simplesmente como uma tradição, como nas 24 Horas de Le Mans .
- Em algumas séries, a bandeira verde é acenada na parte de trás do grid após a volta de apresentação para indicar ao oficial que controla a partida que o último carro chegou à sua posição inicial e a corrida pode começar.

### Bandeira amarela

A bandeira amarela significa precaução

Nas corridas de Fórmula 1, uma bandeira amarela exibida na posição de largada ou no posto dos fiscais indica que há um perigo "a jusante" do posto. A forma de exibição depende da localização do perigo:
- Uma única bandeira acenada indica um perigo na própria superfície de corrida.
- Uma única bandeira parada indica um perigo próximo à superfície de corrida.
- Duas bandeiras agitadas simultaneamente indicam um perigo que bloqueia total ou parcialmente a superfície de corrida (como um acidente). Isso informa o piloto que pode haver comissários na pista e que ele deve se preparar para parar, se necessário. [2]

Ao serem exibidos num posto, os pilotos são proibidos de ultrapassar até que o obstáculo ou o próximo posto de sinalização com bandeira verde (que significa o fim de uma seção de advertência) seja ultrapassado. Esta bandeira é exibida a critério dos comissários que comandam a estação. 

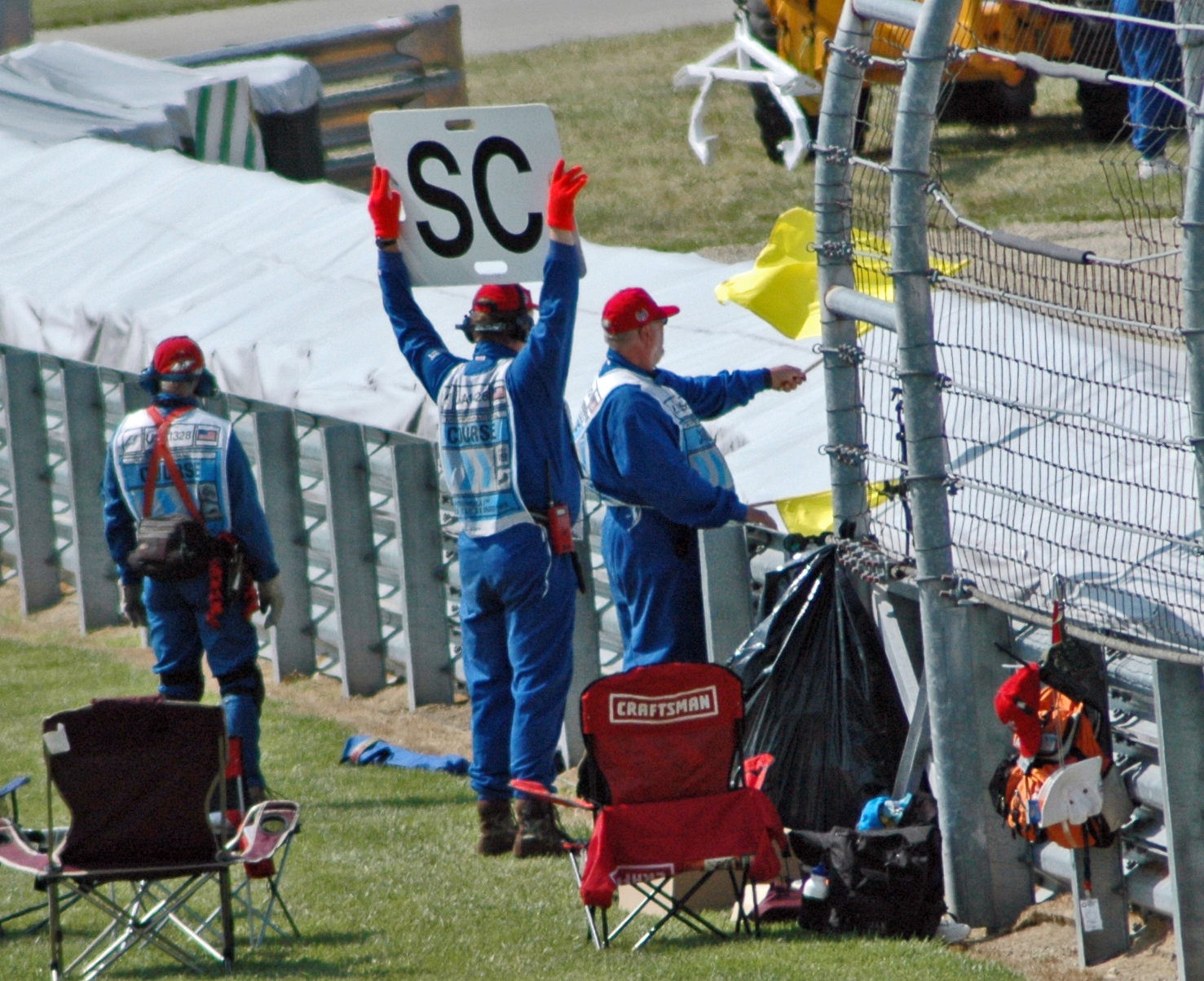
Uma bandeira amarela com o sinal SC (safety car) é exibida durante o Grande Prémio dos Estados Unidos de 2006

Quando o safety car estiver em pista, todos os pontos de sinalização exibirão um "painel de safety car" (um grande quadro branco com "SC" em letras grandes pretas). Quando os postos de comissários estão em contacto rádio, isso acontece imediatamente; caso contrário, o painel é exibido quando o safety car passa pela primeira vez. Isto é acompanhado por uma bandeira amarela agitada. As condições padrão da bandeira amarela se aplicam a todo o circuito; em especial, ultrapassagens são completamente proibidas. Quando o safety car entra e a corrida recomeça, uma bandeira verde é exibida na linha de meta e, posteriormente, em todos os pontos de sinalização ao redor do circuito durante uma volta. Não é permitida a ultrapassagem até que os carros tenham passado pela linha de meta. 
Quando houver circunstâncias em que bandeiras amarelas duplas sejam necessárias, mas o uso do safety car não seja garantido, a corrida será realizada sob um período de safety car virtual, durante o qual todos os pontos de bandeira exibirão um "painel VSC" e todos os painéis de luz na pista exibirão as letras VSC cercadas por uma borda amarela piscante. De acordo com o procedimento VSC, todos os pilotos na pista devem reduzir a velocidade e ficar acima do tempo mínimo (delta time) definido pelos fiscais da corrida pelo menos uma vez em cada setor de controle. Ultrapassagens não são permitidas, a menos que outro piloto entre no pit lane ou se um carro diminuir a velocidade devido a um problema óbvio. Quando for considerado seguro encerrar o procedimento VSC, as equipas são notificadas por meio do sistema oficial de mensagens de 10 a 15 segundos antes das bandeiras verdes serem acenadas. 

#### Full-course yellow
A maioria das corridas do Campeonato Mundial de Endurance da FIA pode ter um período de amarelo em todo o percurso (designado de full-course yellow), a critério do diretor de corrida, quando considerado necessário por razões de segurança. Uma vez declarados, todos os pontos de bandeira exibirão um "painel FCY" e todos os carros na pista devem imediatamente reduzir a velocidade para 80 km/h e manter distância dos carros da frente e de trás. É proibido ultrapassar até que as bandeiras verdes sejam agitadas. 
O procedimento FCY foi usado durante as 24 Horas de Le Mans de 2019 em resposta à vitória dominante da Porsche na GTE-Pro em 2018. As "zonas lentas" parciais da pista são identificadas por marcações horizontais ao lado da pista, tanto no início quanto no fim, e placas de "próxima zona lenta" (next slow zone) na zona anterior. Dentro da zona, todos os postos de controlo acenarão bandeiras amarelas duplas e painéis de "lento", e todos os painéis de luz exibirão as letras SZ cercadas por uma borda amarela piscante. Todos os carros dentro da zona devem reduzir a velocidade para 80 km/h até que estejam longe da bandeira verde acenada no final.  
Na Fórmula E, a condição FCY é usada, mas, diferentemente de qualquer outra série de corrida, os carros têm um limitador de velocidade FCY. Quando ativados, os carros irão desacelerar até 50 km/h. Ultrapassagens sob condição FCY não são permitidas e podem resultar em penalidade. Isto aconteceu no ePrix de Roma de 2019, quando Jean Eric Vergne ultrapassou o futuro companheiro de equipa da Techeetah, António Félix da Costa . Como resultado, Vergne recebeu uma penalidade de cinco segundos. Na temporada 2019-20 da Fórmula E, a ativação do modo de ataque durante o FCY não foi permitida. Além disso, para cada minuto sob FCY, 1 kWh de energia é retirado de sua alocação de energia.
Tanto na NASCAR quanto na IndyCar, uma única bandeira amarela acenada na posição de largada coloca a corrida sob caution. Nesse momento, um pace car entra no percurso e lidera o grupo a uma velocidade segura, predeterminada e reduzida. Em pistas ovais, luzes amarelas geralmente complementam a bandeira principal na linha de meta. Essas luzes geralmente funcionam de forma intermitente, para chamar rapidamente a atenção dos pilotos. O pelotão é bloqueado no início dos períodos de caution e ninguém pode ultrapassar outro carro sem consentimento mútuo (excluindo carros acidentados e imóveis). Em algumas corridas, porém, os carros podem ultrapassar uns aos outros no pit road durante um período de caution. Quando o bandeirinha mostra uma bandeira amarela enrolada, isso indica uma volta para o verde. 
Em corridas de circuito convencional da IndyCar, uma única bandeira amarela num posto de controlo indica uma bandeira amarela "local", semelhante às regras mencionadas anteriormente na Fórmula 1. Nesses casos, o pace car não entra na pista, e o período de caution é limitado apenas àquele segmento específico da pista. A corrida com bandeira verde prevalece no restante do percurso. Duas bandeiras amarelas exibidas na posição de largada indicam "caution em todo o percurso", na qual o pace car entraria na pista e todo o percurso ficaria sob caution. Isso pode ocorrer em caso de acidente grave ou outros riscos graves. A NASCAR também experimentou "amarelos locais" em seus eventos de circuito convencional, embora uma bandeira azul simples seja usada no seu lugar. 
Nas corridas de cavalos, a bandeira amarela significa que há um incidente sério à frente, os cavalos devem ser retirados e a corrida deve ser declarada anulada. A maioria das bandeiras amarelas são vistas quando um cavalo sofre um ferimento grave.

#### Bandeira código 60

A bandeira rosa ordena que os pilotos reduzam a velocidade para 60 km/h e não ultrapassar até que a bandeira verde seja acenada

Como alternativa aos períodos de full-course yellow e safety car usados em outras corridas apoiadas pela FIA, a 24H Series usa uma série de luzes e bandeiras roxas para declarar um período de "Código 60". De acordo com o "Código 60", ultrapassagens não são permitidas e todos os pilotos devem reduzir a velocidade de seus carros até um máximo de 60 km/h. A corrida recomeça imediatamente quando bandeiras verdes são agitadas e luzes verdes piscam em cada posto de controlo. As bandeiras amarelas ainda são usadas para indicar precauções locais. 

#### Preocupações com a segurança e o lucky loser na NASCAR
O ponto em que o período de caution começa é um tópico de controvérsia em corridas ovais. Tradicionalmente, os carros eram bloqueados nas suas posições quando cruzavam a linha de meta, mas os avanços tecnológicos tornaram possível travá-los no instante em que a advertência é declarada. Isso efetivamente pôs fim à " corrida de volta à bandeira amarela ", na qual os pilotos aceleram durante os períodos de bandeira amarela para chegar antes do líder. Essa prática, embora desse aos pilotos ultrapassados uma hipótese maior de recuperar a volta, às vezes era muito perigosa, pois encorajava os pilotos a se envolverem em batalhas intensas com grandes riscos de segurança na pista. Os profissionais de segurança não conseguiam responder aos acidentes até que os carros estivessem sob o controle do safety car, o que reduzia consideravelmente o tempo de resposta a pilotos potencialmente feridos. Para compensar a eliminação da corrida de volta para a caution, a NASCAR e algumas outras séries de automobilismo, tanto corridas em circuito convencional como ovais curtas, implementaram a regra do beneficiário (comumente chamada de lucky dog ou free pass), que permite que o carro mais bem colocado que esteja uma volta completa ou mais atrás do líder da corrida complete uma volta extra durante o período de caution para recuperar uma volta de atraso.
Em algumas séries (IndyCar, Fórmula 1 desde 2007, e NASCAR desde meados de 2009, e anteriormente na Champ Car), os carros ultrapassados entre o carro de segurança e o líder podem ir para o final da próxima volta quando o sinal é dado duas voltas antes da reinicialização.
Na Fórmula 1, todos os carros ultrapassados entre os líderes podem recuperar uma volta.
A regra, conforme aplicada nas três séries de monolugares, foi criada para evitar que carros ultrapassados bloqueiem nas reinicializações subsequentes, assim como para evitar bloqueios antidesportivos quando um companheiro de equipa ou amigo de um piloto ultrapassado tenta ajudar o piloto impedindo o progresso de um adversário na reinicialização.

A "bandeira de superfície" indica uma superfície escorregadia à frente

A bandeira listrada vermelha e amarela ou bandeira de superfície é exibida parada em postos de sinalização locais para indicar que as condições da pista mudaram devido a substâncias na pista que podem reduzir a aderência ou fazer com que o carro perca o controle. Geralmente, os perigos são óleo, líquido de arrefecimento, pequenos pedaços de detritos ou areia. Muitas organizações exibirão esta bandeira por apenas duas voltas, após as quais a superfície alterada será considerada apenas parte da pista. Esta bandeira geralmente não é mais usada; durante condições que justificariam seu aceno, a corrida entra com o safety car virtual.

### Bandeira vermelha

A bandeira vermelha sinaliza a suspensão da sessão atual

A bandeira vermelha sólida é exibida quando as condições são muito perigosas para continuar a sessão. Dependendo da série e das circunstâncias, os carros geralmente são direcionados para as boxes imediatamente ou para parar num ponto específico da pista. Em alguns casos graves, pode ser necessário que os carros parem imediatamente onde estão. Durante condições de bandeira vermelha, trabalhos de reparação nas boxes, na garagem ou na pista são normalmente proibidos, exceto em corridas sem atribuição de pontos.
Existem vários perigos que podem causar a necessidade de interromper ou encerrar prematuramente uma sessão. Muitos perigos, como chuva, raios, escuridão, um percurso bloqueado (devido a detritos, água ou veículos de segurança), um carro em chamas, um carro severamente destruído (onde peças são espalhadas pela pista, como partes do motor), um acidente sério onde um piloto fica gravemente ferido ou morre (somente se a morte for oficialmente anunciada) ou uma colisão envolvendo vários carros (especialmente uma que resulta em ferimentos graves, muito tempo para limpeza ou uma que resulta em danos a paredes, cercas ou à própria superfície que exigem reparos) podem levar os comissionários da série a acionar a bandeira vermelha.
Algumas séries usam uma bandeira vermelha para interromper temporariamente uma corrida próxima do final após um acidente ou outro incidente para minimizar o número de voltas de advertência, mesmo quando a situação não justificaria uma bandeira vermelha em outros pontos da corrida. Isso geralmente é feito quando uma colisão que exige limpeza estenderia o período de caution para mais tempo do que a quantidade de voltas disponíveis para terminar a corrida, quando ocorre um fuga de combustível no circuito ou para maximizar o trabalho da equipa de segurança. Durante esse período de bandeira vermelha, os carros são orientados a parar em fila em um ponto específico da pista, geralmente em frente ao incidente. Nos Supercars australianos, uma corrida suspensa após 75% das voltas terem sido concluídas pode ser declarada concluída sob critério do diretor de corrida, como aconteceu na corrida mais importante da Supercars, a Bathurst 1000, em 1992, quando chuvas torrenciais fizeram com que vários carros saíssem da pista nas voltas 144 e 145, e os resultados da corrida foram atrasados em duas voltas.
A bandeira vermelha pode ser usada para indicar uma pausa pré-determinada na corrida, como no Budweiser Shootout da NASCAR ou na Sprint All Star Race . Nesses casos, os carros são direcionados para a área das boxes, onde alguns podem ser trabalhados na medida em que as regras da corrida permitirem.
- Em caso de uma má largada, as bandeiras amarela e vermelha podem ser exibidas juntas, ou uma única bandeira vermelha e amarela dividida diagonalmente pode ser exibida, para indicar um reinício. Os pilotos retornarão às suas posições iniciais e se alinharão para outra largada. Isso raramente é usado quando há pontuação envolvida e pode criar muita confusão enquanto os pilotos tentam retornar à ordem.
- Na NASCAR, uma sessão de treinos ou uma sessão de qualificação termina com as bandeiras vermelha e preta agitadas juntas.

### Bandeira branca

A bandeira branca sinaliza que um veículo lento está à frente nas corridas sancionadas pela FIA, ou o início da volta final na NASCAR e na IndyCar

Na Fórmula 1, a bandeira branca é acenada na última curva e na reta das boxes no final das sessões de treinos livres na sexta-feira e no sábado, indicando aos pilotos que há pilotos a treinar partidas na reta das boxes. Os pilotos estão autorizados a fazer uma partida de treino no final de cada sessão de treinos livres.
Em todos os campeonatos que usam o Código Desportivo Internacional da FIA, bem como nas corridas de rua norte-americanas, a bandeira branca indica a presença de um carro oficial, como ambulância, camião dos bombeiros, secador de jato, etc., ou de um competidor se movendo em velocidade abaixo do normal na seção da pista coberto pelo posto da bandeira. Na IndyCar, uma bandeira branca parada significa que eles estão se movendo acima de um terço da velocidade de corrida, enquanto acenar significa que eles estão se movendo abaixo de um terço da velocidade de corrida.
Na maioria das modalidades americanas de automobilismo – incluindo NASCAR, IndyCar e corridas de motociclismo de estrada norte-americanas  – uma bandeira branca ondulada exibida na posição de largada indica o início da volta final da corrida.
Na MotoGP, uma bandeira branca é usada para informar aos pilotos que eles têm permissão para trocar de máquina. A direção da corrida considerou que a pista está molhada o suficiente para justificar a troca de motos e o Grande Prémio se torna uma corrida molhada, tendo sido originalmente declarada uma "corrida seca" na largada.
Em algumas séries, uma bandeira branca é mostrada em todos os postos de sinalização na primeira volta de um treino ou sessão de qualificação para que os competidores saibam quais postos estão ocupados.

### Bandeira nacional
Antes da adoção das luzes de largada, a série Supercars e suas antecessoras usavam uma bandeira verde para iniciar a corrida. Após a adoção das luzes como dispositivo de partida de rotina, se as luzes de partida não estivessem disponíveis, a corrida era iniciada baixando a bandeira nacional do país onde a corrida fosse realizada. 

## Bandeiras de instrução
Os sinalizadores de instrução geralmente são usados para se comunicar com um piloto de cada vez.

### Bandeira preta

A bandeira preta indica que um piloto foi desclassificado numa corrida sancionada pela FIA ou ordena que um piloto vá para as boxes na NASCAR e na IndyCar

A bandeira preta sólida é usada para chamar o piloto para as boxes. Geralmente está associada a uma penalidade imposta ao piloto por desobedecer às regras, mas também pode ser usada quando um carro sofre uma falha mecânica, perde fluido, apresenta danos como carroceria solta, capô solto, para-choque arrastando ou qualquer outro dano que se possa  tornar um perigo para o piloto ou outros competidores. Em alguns casos, a bandeira preta pode ser usada para chamar um piloto para as boxes quando seu rádio não está a funcionar, embora isso não seja comum. 
Nas categorias internacionais permitidas pela FIA, a bandeira preta significa desclassificação imediata do piloto envolvido. O número do carro do piloto convocado é exibido na linha de meta. Alguns órgãos reguladores agitam a bandeira preta em todos os postos de observação simultaneamente para ordenar que todos os pilotos deixem a pista depois que o bandeirinha agita a bandeira vermelha, geralmente no caso de um acidente grave.
Nas corridas de Supercars, infrações como exceder o limite de velocidade no pit lane, violar uma reinicialização após um período de safety car ou causar um acidente resultarão numa penalidade de drive-through (atravessar o pit lane) que deve ser cumprida num tempo razoável. Raramente, devido ao curto espaço de tempo que o piloto tem para cumprir a penalidade, tal penalidade pode ser anulada, como na corrida 28 da temporada de 2021, quando, ao receber uma penalidade por ultrapassar antes da linha de controlo após um período de safety car, Shane van Gisbergen protestou pelo rádio que o piloto líder havia reduzido repentinamente o acelerador, forçando van Gisbergen a ultrapassar, e a telemetria do acelerador confirmou isso. A redução repentina de 42% no acelerador poderia ter levado a uma penalidade de drive through para o líder da corrida Anton de Pasquale, mas as condições muito húmidas e a possível perda de tração e problemas de segurança foram circunstâncias atenuantes. 
Quando a bandeira preta é usada por motivos disciplinares na maioria das corridas na América do Norte, o piloto é obrigado a retornar ao pit lane para, no mínimo, uma penalidade de drive-through . Um piloto pode receber bandeira preta por não manter uma velocidade mínima razoável, mesmo que não haja danos aparentes ou falhas mecânicas. Em quase todos os casos, a equipa tem a oportunidade de fazer reparações no carro e deixá-lo em condições aceitáveis. Se o piloto ainda não conseguir manter a velocidade mínima em relação aos líderes após as reparações, o piloto poderá ser obrigado a parar durante o resto da corrida. Por exemplo, a NASCAR exige que um piloto faça 115% ou menos do tempo de volta mais rápido de qualquer piloto no treino final. (Isso pode ser convertido num limite de velocidade médio com base no comprimento do percurso, que para pistas ovais estará próximo do limite de velocidade real em qualquer momento.) A IndyCar tem uma regra de 105 por cento, usada principalmente quando os oficiais pararam Jean Alesi e Simona de Silvestro durante a Indianápolis 500 de 2012 .

#### Bandeira preta com círculo laranja

Esta bandeira é usada em corridas sancionadas pela FIA para ordenar que um carro danificado vá aos boxes para reparações

Uma bandeira preta mecânica é uma bandeira preta com um disco laranja no centro que indica que um veículo está sendo chamado para as boxes devido a problemas mecânicos sérios ou carroceria solta que representa um risco para outros competidores. Em alguns eventos de corrida de rua, ela é usado para chamar o veículo às boxes para informar o piloto sobre a violação dos "níveis máximos de som". Também conhecida como bandeira "almôndega". 

#### Bandeira preta e branca (diagonal)

Esta bandeira é usada para indicar conduta antidesportiva em corridas sancionadas pela FIA

Uma bandeira preta e branca dividida diagonalmente é exibida com um número de carro para indicar um aviso por conduta antidesportiva . Esta bandeira pode ser exibida se um carro tentar intencionalmente tirar outro carro de pista, ou se um piloto sair do carro e iniciar uma altercação com outro piloto. Por exemplo, Charles Leclerc recebeu esta bandeira por "mau desportivismo" ao defender-se de Lewis Hamilton durante o Grande Prêmio da Itália de 2019. 
A bandeira diagonal preta e branca também pode significar um aviso ao motorista por exceder os limites da pista.  Por exemplo, no Grande Prémio da Áustria de Fórmula 1 de 2023, onde foram aplicadas múltiplas penalizações aos pilotos por excederem os limites da pista, a bandeira preta e branca foi mostrada aos pilotos várias vezes: à terceira infracção, a bandeira é mostrada,  e depois à quarta infracção e nas infracções subsequentes são aplicadas penalizações de tempo. 
Alguns administradores (NASCAR e IndyCar) não distinguem problemas mecânicos ou conduta antidesportiva de violações de regras e simplesmente usam a bandeira preta sólida para todas as violações.

#### Bandeira preta com cruz branca

Na NASCAR e na IndyCar, esta bandeira indica que um piloto foi desqualificado

Algumas séries usam uma bandeira preta com uma cruz branca. Isso é exibido com o número de carro se um piloto ignora as outras bandeiras pretas por um longo período e também indica que aquele carro não está mais sendo pontuado. Na NASCAR, o carro não recebe pontuação novamente até que ele respeite a bandeira preta, parando nos boxes quando esta bandeira é exibida. Entretanto, na IndyCar, eles não são mais pontuados indefinidamente (desclassificados).
Ignorar intencionalmente a bandeira preta ou a bandeira com a cruz preta e branca pode resultar em ação disciplinar pós-corrida, além da desclassificação da corrida. Multas, liberdade condicional, suspensões e outras penalidades (por exemplo, pontos retirados da classificação do campeonato) podem resultar, dependendo da gravidade da situação.

### Bandeira azul

A bandeira azul sólida ordena que os retardatários deem passagem aos carros mais rápidos

Na NASCAR e na IndyCar, esta bandeira ordena que os retardatários deem passagem aos carros mais rápidos.

Uma bandeira azul clara, às vezes com uma faixa diagonal amarela, laranja ou vermelha, informa o piloto que um carro mais rápido está se aproximando e que o piloto deve se afastar para permitir que um ou mais carros mais rápidos passem. Durante uma corrida, isso normalmente só seria mostrado ao piloto que está sendo ultrapassado, mas durante os treinos ou sessões de qualificação, poderia ser mostrado a qualquer piloto. Na maioria das séries norte-americanas, a bandeira azul não é obrigatória — os pilotos a obedecem apenas como cortesia aos outros pilotos. Por isso, é frequentemente chamada de "bandeira de cortesia". Em outras categorias, nomeadamente as sancionadas pela FIA, os pilotos são severamente penalizados por não ceder a passagem ou por interferir nos líderes, inclusive sendo mandados para as boxes pelo resto da corrida. Na Fórmula 1, se o piloto que está prestes a ser ultrapassado ignorar três bandeiras azuis seguidas, ele será obrigado a cumprir uma penalidade de drive-through . A bandeira azul também pode ser usada para avisar o piloto que outro carro na mesma volta tentará ultrapassá-lo.
A bandeira azul fixa é exibida quando um carro mais rápido se aproxima, a bandeira azul é acenada quando o carro mais rápido está prestes a ultrapassar.
Nem todas as séries de corrida usam bandeiras azuis, por exemplo, elas não são usadas em ralis ou rallycross.
Na Fórmula 1, luzes ou bandeiras azuis podem ser exibidas no final dos pit lanes para alertar sobre a aproximação de carros na pista.

## Bandeira de xadrez
A bandeira de xadrez (ou bandeira quadriculada) é exibida na linha de meta para indicar que a corrida terminou oficialmente. Em alguns circuitos, o primeiro posto de sinalização exibirá uma bandeira quadriculada repetida (geralmente no lado oposto do circuito). A bandeira é comumente associada ao vencedor de uma corrida, pois ele é o primeiro piloto a "apanhar" (em outras palavras, passar) a bandeira quadriculada.
Ao ver a bandeira quadriculada e cruzar a linha de meta, os pilotos devem reduzir a velocidade para uma velocidade segura e retornar à garagem, parque fechado ou paddock, dependendo dos regulamentos aplicáveis da série.

### Desenho da bandeira de xadrez
Não há um design padrão para a bandeira de xadrez. Embora quase sempre consista em quadrados ou retângulos pretos e brancos alternados, dispostos em um padrão quadriculado, o número, o tamanho e as proporções comprimento-largura dos retângulos variam de uma bandeira para outra. Além disso, a bandeira de xadrez normalmente tem um retângulo preto no canto mais próximo do topo do mastro. Houve casos de quadrados pretos e brancos sendo pintados em uma placa de madeira e simplesmente segurados para os pilotos observarem na linha de chegada. Às vezes, o logotipo de um patrocinador é estampado no centro da bandeira quadriculada. Em eventos da NASCAR e da F1, uma única bandeira quadriculada é agitada para sinalizar a conclusão de uma corrida. Na IndyCar, duas bandeiras quadriculadas são agitadas juntas, uma tradição que remonta à Indianápolis 500 de 1980, mas somente se a corrida for concluída em condição de bandeira verde. (O oficial da meta acenará uma bandeira de xadrez e uma amarela se ocorrerem condições de safety car no final da corrida, numa chegada quadriculada amarela.)

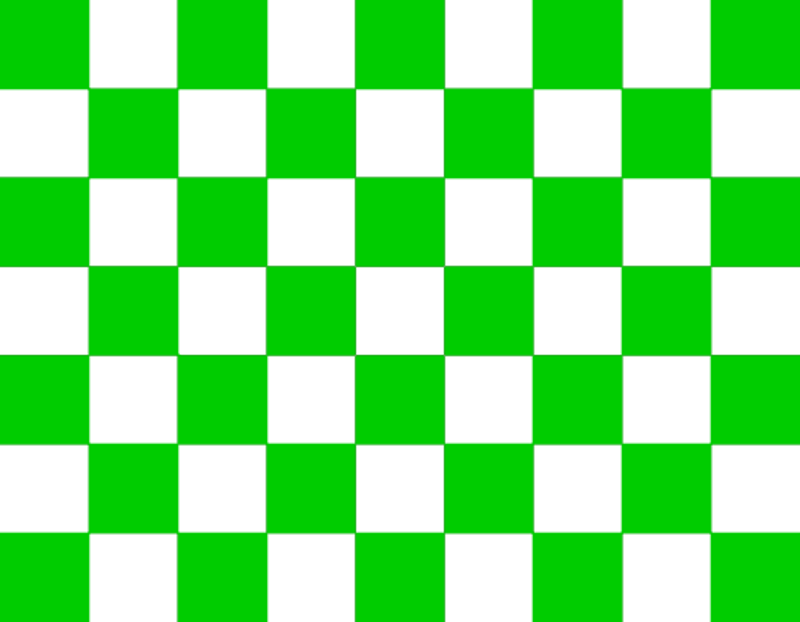
Bandeira quadriculada verde e branca da NASCAR para etapas

A partir da temporada de 2017, a NASCAR utilizou uma variante branca e verde da bandeira quadriculada para indicar o fim de um segmento de uma corrida. Após a bandeira ser agitada, a corrida entra temporariamente em caution para permitir que os pilotos que ficaram entre os 10 primeiros colocados após uma etapa entrem no pit lane de maneira ordenada.

### Origens da bandeira de xadrez

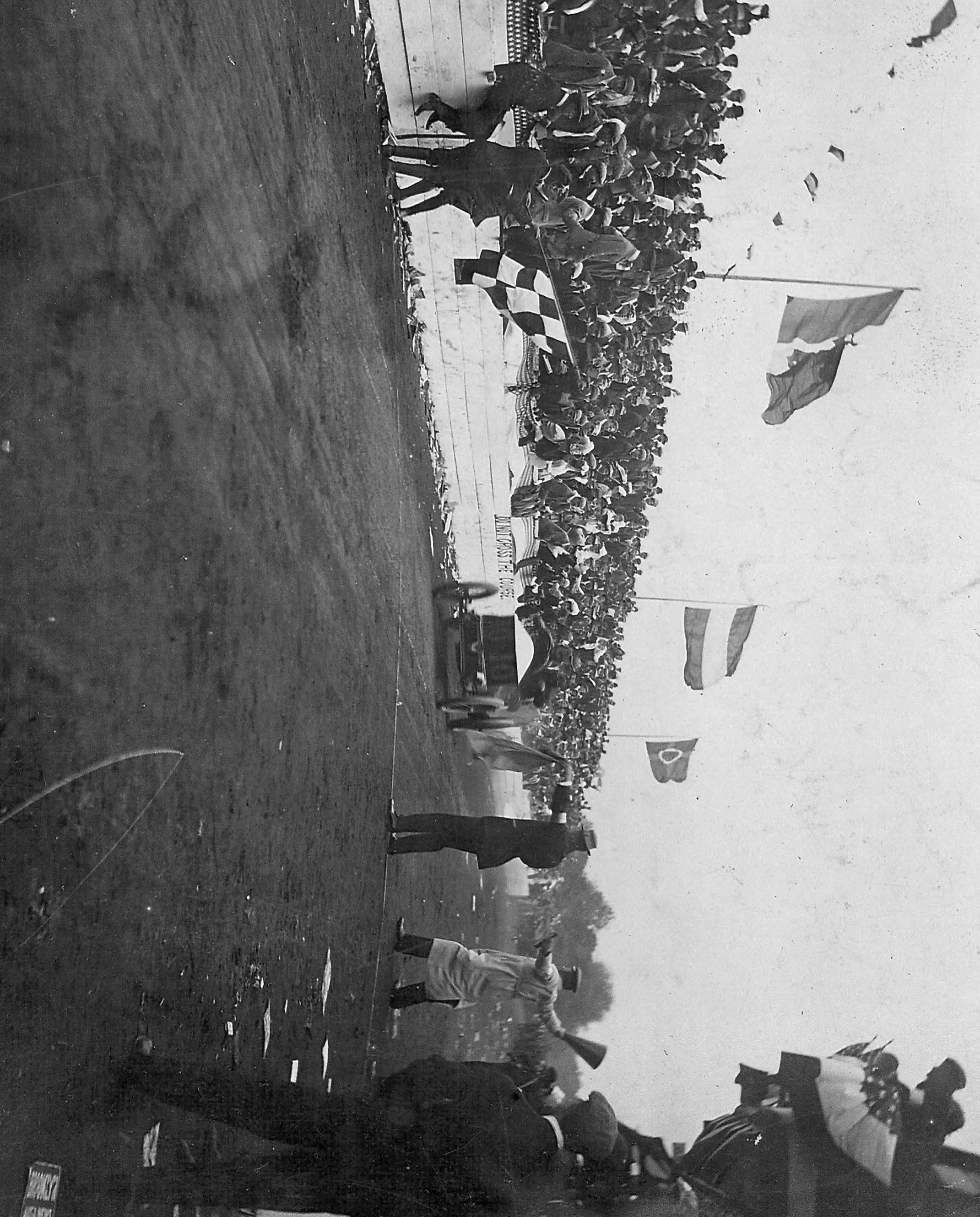
Uma bandeira de xadrez sendo usada no final da Taça Vanderbilt de 1906

A bandeira de xadrez teve origem no Glidden Tours, um rali de estrada, em 1906.  Sidney Walden dividiu os percursos em seções; a verificação do tempo no final de cada seção foi realizada por oficiais de corrida chamados "verificadores" (checkers).  Esses verificadores usavam bandeiras de xadrez (checkered flag) para se identificarem.  O primeiro registro fotográfico conhecido de uma bandeira de xadrez sendo usada para encerrar uma corrida foi na Taça Vanderbilt  de 1906, realizada em Long Island, Nova York . 
Existe uma lenda urbana persistente que afirma que a bandeira teve origem nas corridas de cavalos, mas não há base para esse mito.  Outro mito afirma que o primeiro uso conhecido da bandeira de xadrez foi nas corridas de bicicleta em França no século XIX, mas essa afirmação também não tem evidências. 
Em 1980, o oficial de meta da USAC, Duane Sweeney, deu início a uma tradição nas 500 Milhas de Indianápolis ao acenar duas bandeiras xadrez no final da corrida. Os oficiais anteriores usaram apenas uma única bandeira. Sweeney também marcou o primeiro uso de bandeiras verdes gémeas no início da corrida.  

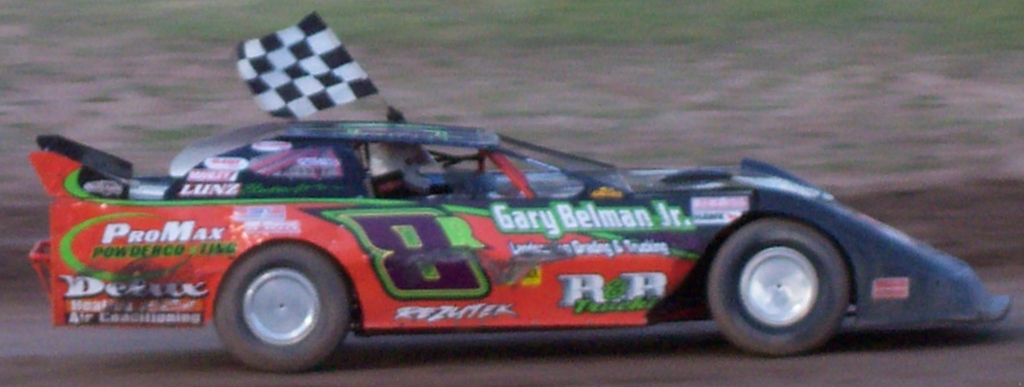
Piloto de stock car comemora com bandeira de xadrez

Em muitas pistas curtas, o oficial de meta entrega a bandeira de xadrez ao vencedor da corrida, mas uma variedade de outras tradições comemorativas, como o burnout, a volta de consagração e o victory lane (local previamente preparado para a colocação do carro vencedor ou dos pilotos que terminaram no pódio, geralmente organizado no pit lane) por vezes ofuscam a tradição da bandeira quadriculada.

### Uso fora das corridas de automóveis
A bandeira de xadrez se tornou tão reconhecida que é frequentemente usada para indicar a conclusão de muitas coisas não relacionadas ao automobilismo. Por exemplo, alguns programas de instalação de software exibem uma bandeira quadriculada para indicar que um programa de computador foi instalado com sucesso.
Bandeiras de xadrez também foram colocadas em cada canto das end zones no Yankee Stadium original quando a instalação foi usada pelo New York Giants da National Football League de 1956 a 1973.
A bandeira de xadrez não é usada apenas em corridas de automóveis, mas também como representação da própria indústria automóvel

## Bandeiras em corridas de moto

Bandeira indicando veículo de emergência em corridas de moto

As bandeiras de xadrez, vermelha, amarela, branca e verde são usadas de forma idêntica à que são usadas nas corridas de automóveis. A bandeira listrada de amarelo e vermelho é usada para indicar detritos na pista. Outras bandeiras usadas incluem:
- Uma bandeira branca com uma cruz vermelha no topo, para indicar que é necessária atenção médica, perto do posto de triagem. Também pode significar que há uma ambulância no percurso (geralmente uma cruz vermelha é seguida pela "bandeira vermelha" da corrida).
- Uma bandeira branca com uma cruz vermelha diagonal indica precipitação e é usada em vez da bandeira de superfície escorregadia listrada de amarelo e vermelho somente em condições de chuva.
- Uma bandeira preta com borda branca, indicando que o motociclista deve deixar o circuito.
- Uma bandeira azul escura, em vez de azul claro, indicando que uma moto mais rápida está se aproximando.
- Uma bandeira branca com um "V" preto, para indicar pouca visibilidade à frente. Usado no festival Isle of Man TT .
- Uma bandeira branca com a inscrição "SUN" em preto, para indicar o brilho do sol à frente. Usado no festival Isle of Man TT.

## Aspetos práticos das bandeiras de corrida
Historicamente, o único meio de comunicação dos comissários de corrida com os pilotos era por meio de bandeiras. Com o advento dos rádios bidirecionais ou full-duplex, esse não é necessariamente o caso. A maioria dos pilotos que correm em pistas ovais curtas pavimentadas não confiam em bandeiras; em vez disso, eles são informados sobre as condições da pista por seus chefes de equipa e observadores (spotters) ou por luzes amarelas e vermelhas piscando encontradas na maioria das pistas ovais. Ocasionalmente, porém, alguns pilotos precisam confiar no uso de sinalizadores para obter informações quando enfrentam problemas de rádio. Bandeiras ainda são usadas para informar à multidão de espectadores o que está acontecendo. Pilotos de pista de terra e de nível mais baixo têm menos probabilidade de ter rádios do que seus equivalentes em pista pavimentada.
Ao contrário de circuitos menores, os pilotos de corrida de rua dependem muito do uso de bandeiras. Como não é prático ter observadores cobrindo todos os segmentos de uma pista de corrida sinuosa, a primeira indicação aos motoristas sobre perigos locais quase sempre vem dos somissários posicionados em vários postos de sinalização ao longo do percurso. Perder ou desconsiderar uma bandeira pode ter consequências críticas, como Mario e Michael Andretti descobriram durante uma corrida da CART em 1991 em Detroit, Michigan . Michael fez uma curva cega em alta velocidade, sem prestar atenção à bandeira amarela exibida, e bateu na traseira de um camião de segurança da CART que estava socorrendo outro carro acidentado. Quinze segundos depois, seu pai Mario ignorou as mesmas bandeiras amarelas que estavam sendo acenadas de forma vigorosa e bateu no carro que o veículo de segurança tentava ajudar. 
Os carros modernos de F1 e outros carros de corrida de fórmula de ponta têm displays de informação em seus volantes que podem exibir a bandeira com a palavra "flag" para avisar os motoristas quando eles estão entrando em um setor com bandeira amarela local. A maioria dos circuitos novos e antigos usados na F1 empregam luzes piscando nas laterais da pista em intervalos regulares, como uma forma mais clara de sinalizar aos pilotos o status da bandeira amarela, verde, vermelha, azul ou SC do que depender deles para localizar um comissário acenando uma bandeira, especialmente em circuitos modernos, onde há grandes escapatórias que colocam os comissários bem longe da pista.